# Joep de Boer
Joseph Joannes Petrus (Joep) de Boer (Venlo, 16 november 1924 - Lisse, 5 mei 2006) was een Nederlands marineofficier en een Tweede Kamerlid namens het CDA. 
De Boer bezocht het Aloysius Lyceum in Den Haag en volgde vervolgens de officiersopleiding aan het Koninklijk Instituut voor de Marine. Vanaf 1945 was hij in dienst van de Nederlandse marine. Hij liep verschillende rangen en had verschillende functies. In 1974 ging hij met functioneel leeftijdsontslag. Hij werkte vervolgens nog enkele jaren bij het Ministerie van Economische Zaken alvorens hij in 1977 werd gekozen als lid van de Tweede Kamer, waar hij namens de KVP in de CDA-fractie zat.
Als Kamerlid was hij defensiewoordvoerder (algemeen defensiebeleid en materieelbeleid) van de CDA-fractie. Hield zich ook bezig met buitenlandse zaken (NAVO, vrede- en veiligheid). Hij gold als redelijk behoudend en verraste dan ook met zijn steun aan een PvdA-motie voor het instellen van een olieboycot tegen Zuid-Afrika. De Boer speelde vooral binnenskamers een sturende rol in de kernwapendiscussie in de jaren tachtig. Hij was enige jaren voorzitter van de vaste commissie voor Buitenlandse Zaken.
In 1989 stelde hij zich niet herkiesbaar. De Boer was ridder in de Orde van de Nederlandse Leeuw. Hij was getrouwd en had twee zoons en twee dochters. 
- Biografisch Portaal: 94575350
- International Standard Name Identifier: 0000 0003 9217 0180
- Nederlandse Thesaurus van Auteursnamen: 072019492
- Parlement.com: vg09llhxeoyx
- Virtual International Authority File: 286159155
- WorldCat: E39PBJqVYVHQt83wf8T9krbjmd